# Coronation Street
Coronation Street (informalmente conhecido como Corrie) é uma soap opera britânica criada por Tony Warren, exibida originalmente pela ITV desde 9 de dezembro de 1960.

## Enredo
O programa segue as vidas dos moradores de Coronation Street, na cidade fictícia de Weatherfield, uma cidade baseada em Salford, em suas casas geminadas, café, loja de esquina, quiosques, fábrica têxtil e o pub Rovers Return. Na história fictícia da série, a rua foi construída no início de 1900 e nomeada em honra da coroação do rei Eduardo VII.
Até 2021, já aconteceram 57 nascimentos, 146 mortes e 131 casamentos.

## Elenco

### Personagens atuais
| Personagem         | Ator/Atriz          | Ano                                                |
| ------------------ | ------------------- | -------------------------------------------------- |
| Ken Barlow         | William Roache      | 1960–                                              |
| Emily Bishop       | Eileen Derbyshire   | 1961, 1962–66, 1967–                               |
| Rita Sullivan      | Barbara Knox        | 1964, 1972–                                        |
| Gail McIntyre      | Helen Worth         | 1974–                                              |
| Tracy Barlow       | Kate Ford           | 1977–83, 1985–95, 1996, 1997, 1999, 2002–07, 2010– |
| Audrey Roberts     | Sue Nicholls        | 1979, 1980–81, 1982, 1984, 1985–                   |
| Nick Tilsley       | Ben Price           | 1981–99, 2002-04, 2009–                            |
| Kevin Webster      | Michael Le Vell     | 1983–                                              |
| Jenny Bradley      | Sally Ann Matthews  | 1986–91, 1993, 2015-                               |
| Sally Webster      | Sally Dynevor       | 1986–                                              |
| Sarah-Louise Platt | Tina O'Brien        | 1987-2007; 2015-                                   |
| Liz McDonald       | Beverley Callard    | 1989–98, 2000–01, 2003, 2004–10, 2011, 2013–       |
| Steve McDonald     | Simon Gregson       | 1989–                                              |
| David Platt        | Jack P. Shepherd    | 1990–                                              |
| Norris Cole        | Malcolm Hebden      | 1994, 1995, 1996, 1997, 1999–                      |
| Sophie Webster     | Brooke Vincent      | 1994–                                              |
| Roy Cropper        | David Neilson       | 1995–                                              |
| Leanne Battersby   | Jane Danson         | 1997–2000, 2004–                                   |
| Tyrone Dobbs       | Alan Halsall        | 1998–                                              |
| Dev Alahan         | Jimmi Harkishin     | 1999–                                              |
| Eileen Grimshaw    | Sue Cleaver         | 2000–                                              |
| Maria Connor       | Samia Ghadie        | 2000-                                              |
| Kirk Sutherland    | Andrew Whyment      | 2000–                                              |
| Bethany Platt      | Lucy Fallon         | 2000-07, 2015-                                     |
| Jason Grimshaw     | Ryan Thomas         | 2000–                                              |
| Todd Grimshaw      | Bruno Langley       | 2001–04, 2007, 2011, 2013–                         |
| Fiz Brown          | Jennie McAlpine     | 2001–                                              |
| Tony Stewart       | Terence Maynard     | 2003, 2014–                                        |
| Simon Barlow       | Alex Bain           | 2003, 2008–                                        |
| Sean Tully         | Antony Cotton       | 2003-                                              |
| Chesney Brown      | Sam Aston           | 2003–                                              |
| Amy Barlow         | Elle Mulvaney       | 2004–                                              |
| Aadi Alahan        | Zennon Ditchett     | 2006, 2009–                                        |
| Asha Alahan        | Tanisha Gorey       | 2006, 2009–                                        |
| Michelle Connor    | Kym Marsh           | 2006–                                              |
| Carla Connor       | Alison King         | 2006–                                              |
| Anna Windass       | Debbie Rush         | 2008–                                              |
| Gary Windass       | Mikey North         | 2008–                                              |
| Mary Taylor        | Patti Clare         | 2008–09, 2010–                                     |
| Izzy Armstrong     | Cherylee Houston    | 2010–                                              |
| Kylie Platt        | Paula Lane          | 2010–                                              |
| Faye Windass       | Ellie Leach         | 2011–                                              |
| Eva Price          | Catherine Tyldesley | 2011–                                              |
| Beth Tinker        | Lisa George         | 2011–                                              |
| Craig Tinker       | Colson Smith        | 2011–                                              |
| Tim Metcalfe       | Joe Duttine         | 2013–                                              |
| Steph Britton      | Tisha Merry         | 2013–                                              |
| Sinead Tinker      | Katie McGlynn       | 2013–                                              |
| Sharif Nazir       | Marc Anwar          | 2014–                                              |
| Luke Britton       | Dean Fagan          | 2014–                                              |
| Michael Rodwell    | Les Dennis          | 2014–                                              |
| Neil Beckett       | William Travis      | 2014–                                              |
| Alya Nazir         | Sair Khan           | 2014–                                              |
| Yasmeen Nazir      | Shelley King        | 2014–                                              |
| Zeedan Nazir       | Qasim Akhtar        | 2014–                                              |
| Callum Logan       | Sean Ward           | 2014–                                              |
| Andy Carver        | Oliver Farnworth    | 2014–                                              |
| Billy Mayhew       | Daniel Brocklebank  | 2014–                                              |
| Erica Holroyd      | Claire King         | 2014–                                              |
| Cathy Matthews     | Melanie Hill        | 2015-                                              |

### Personagens anteriores
| Personagem      | Ator/Atriz                     | Ano                                                                 |
| --------------- | ------------------------------ | ------------------------------------------------------------------- |
| Dennis Tanner   | Philip Lowrie                  | 1960–62, 1963–68, 2011–14                                           |
| Peter Barlow    | Chris Gascoyne                 | 1965–71, 1973, 1974, 1975, 1977, 1978, 1986, 2000–03, 2007, 2008–14 |
| Deirdre Barlow  | Anne Kirkbride                 | 1972, 1973–                                                         |
| Lloyd Mullaney  | Craig Charles                  | 2005–15                                                             |
| Marcus Dent     | Charlie Condou                 | 2007–08, 2011–14                                                    |
| Julie Carp      | Katy Cavanagh                  | 2008–15                                                             |
| Liam Connor Jr. | Charlie Wrenshall              | 2009, 2010–15                                                       |
| Owen Armstrong  | Ian Puleston-Davies            | 2010–15                                                             |
| Katy Armstrong  | Georgia May Foote              | 2010–15                                                             |
| Max Turner      | Harry McDermott                | 2010–15                                                             |
| Jack Webster    | Jaxon and Maddox Beswick       | 2010–15                                                             |
| Hope Stape      | Sadie Pilbury e Harriet Atkins | 2010–15                                                             |
| Joseph Brown    | Sem créditos                   | 2011–15                                                             |
| Rob Donovan     | Marc Baylis                    | 2012–14                                                             |
| Ruby Dobbs      | Sem créditos                   | 2012–                                                               |
| Jenna Kamara    | Krissi Bohn                    | 2012–14                                                             |
| Andrea Beckett  | Hayley Tamaddon                | 2013–15                                                             |
| Maddie Heath    | Amy Kelly                      | 2013–15                                                             |
| Jake Windass    | Layton e Harley                | 2013–15                                                             |
| Lily Platt      | Sem créditos                   | 2013–15                                                             |
| Kal Nazir       | Jimi Mistry                    | 2013–15                                                             |
| Macca           | Gareth Berliner                | 2014–15                                                             |
| Jackson Hodge   | Rhys Cadman                    | 2015                                                                |

## Transmissões
| País           | Emissora   | Título            | Ano                                                     |
| -------------- | ---------- | ----------------- | ------------------------------------------------------- |
| Reino Unido    | ITV        | Coronation Street | 1960-presente                                           |
| Bélgica        | Vitaya     | Coronation Street | 2006-presente                                           |
| Canadá         | CBC        | Coronation Street |                                                         |
| Irlanda        | TV3        | Coronation Street |                                                         |
| Nova Zelândia  | TV One     | Coronation Street |                                                         |
| Países Baixos  | VARA       | Coronation Street | 1969-1975                                               |
| Países Baixos  | SBS 6      | Coronation Street | 2010-presente                                           |
| Suécia         | TV4        | Coronation Street | a partir do início da década de 2000 até os dias atuais |
| Estados Unidos | Trio       | Coronation Street | 1994-2006                                               |
| Estados Unidos | Amazon.com | Coronation Street | desde 2009                                              |
| Estados Unidos | Hulu       | Coronation Street | desde 2013                                              |